# Giuseppe Antonelli (linguista)
Giuseppe Antonelli (Arezzo, 25 maggio 1970) è un linguista italiano.

## Biografia
Professore ordinario di Linguistica italiana presso l'Università degli Studi di Pavia, svolge anche un'intensa attività extra accademica, collaborando con "L'Indice dei libri del mese", con l'inserto domenicale de "Il Sole 24 Ore", con la sezione linguistica del portale "Treccani.it" dell'Istituto dell'Enciclopedia Italiana ; ha condotto inoltre su Radio 3 la trasmissione "La lingua batte". Ha curato l'intervista a Luciano Ligabue La vita non è in rima (per quello che ne so) (Roma-Bari, Laterza, 2013) e, con Matteo Motolese e Lorenzo Tomasin, la Storia dell'italiano scritto (Roma, Carocci, 2014). Collabora anche con la trasmissione domenicale di Rai 3 Kilimangiaro, condotta da Camila Raznovich.
Dal 12 gennaio 2023 è ospite fisso della trasmissione Splendida cornice su Rai 3.
Nel 2021 è stato insignito, assieme ai co-autori Matteo Motolese e Lorenzo Tomasin,  del Premio Cesare Pavese nella sezione "Saggistica" per Storia dell’italiano scritto.

## Opere principali
- Tipologia linguistica del genere epistolare nel primo Ottocento: sondaggi sulle lettere familiari di mittenti colti, Roma, Edizioni dell'Ateneo, 2003
- Trenità, ovvero Elogio dei tempi morti, Ancona, PeQuod, 2003
- Lingua ipermedia: la parola di scrittore oggi in Italia, Lecce, Manni, 2006
- L'italiano nella società della comunicazione, Bologna, Il Mulino, 2007
- Ma cosa vuoi che sia una canzone: mezzo secolo di italiano cantato, Bologna, Il Mulino, 2010
- Comunque anche Leopardi diceva le parolacce: l'italiano come non ve l'hanno mai raccontato, Milano, Mondadori, 2014
- Un italiano vero. La lingua in cui viviamo, Milano, Rizzoli, 2016
- Volgare eloquenza, Roma-Bari, Laterza, 2017
- Il museo della lingua italiana, Milano, Mondadori, 2018
- Il Dante di tutti. Un'icona pop, Torino, Einaudi, 2022, collana Le Vele, ISBN 9788806257095.